# Julius Indongo
Julius Munyelele Indongo (Windhoek, 12 de febrero de 1983) es un boxeador namibio. Fue campeón mundial de la IBF, de la IBO y de la WBA en el peso superligero.

## Récord profesional
| 23 Ganadas (12 KOs), 4 Derrotas |        |                           |      |              |            |                                                       | |
| Res.                            | Récord | Oponente                  | Tipo | Rd., Tiempo  | Datos      | Localidad                                             | Notas |
| D                               | 23-4   | Hassan Mwakinyo           | TKO  | 4 (12)       | 03-09-2021 | Kilimanjaro Hall, Dar es Salaam, Tanzania             | Por el Título de África del peso superwélter.                                                                |
| D                               | 23-3   | Daniyar Yeleussinov       | TKO  | 2 (10), 0:30 | 27-11-2020 | Seminole Hard Rock Hotel & Casino, Hollywood, Florida | Por el Título Intercontinental de la IBF del peso wélter.                                                    |
| G                               | 23-2   | Carltavius Jones Johnson  | TKO  | 2 (10), 1:12 | 03-08-2019 | Bobby Miller Center, Tuscaloosa, Alabama              | |
| D                               | 22-2   | Regis Prograis            | KO   | 2 (12), 2:54 | 09-03-2018 | Deadwood Mountain Grand, Deadwood, Dakota del Sur     | Por el Título interino de la WBC del peso superligero.                                                       |
| D                               | 22-1   | Terence Crawford          | KO   | 3 (12), 1:38 | 19-08-2017 | Pinnacle Bank Arena, Lincoln, Nebraska                | Pierde los Títulos Mundiales de la IBO, IBF y de la WBA del peso superligero.                                |
| G                               | 22-0   | Ricky Burns               | UD   | 12           | 15-04-2017 | The Hydro, Glasgow, Escocia                           | Retiene los Títulos Mundiales de la IBO y de la IBF y gana el Título Mundial de la WBA del peso superligero. |
| G                               | 21-0   | Eduard Troyanovsky        | KO   | 1 (12), 0:40 | 03-12-2016 | Megasport Arena, Moscú                                | Gana los Títulos Mundiales de la IBO y de la IBF en el peso superligero.                                     |
| G                               | 20–0   | Fabian Lyimo              | TKO  | 1 (12)       | 06-08-2016 | Country Club Resort, Windhoek, Namibia                | Retiene el título WBO África peso superligero                                                                |
| G                               | 19–0   | Allan Kamote              | TKO  | 9 (12)       | 26-03-2016 | Country Club Resort, Windhoek, Namibia                | Retiene el título WBO África peso superligero                                                                |
| G                               | 18–0   | Zolani Marali             | UD   | 12           | 03-10-2015 | Country Club Resort, Windhoek, Namibia                | Retiene el título WBO África peso superligero                                                                |
| G                               | 17–0   | Ibrahim Class             | UD   | 12           | 20-03-2015 | Ramatex Factory, Windhoek, Namibia                    | Retiene el título WBO África peso superligero                                                                |
| G                               | 16–0   | Kaizer Mabuza             | UD   | 12           | 06-12-2014 | Country Club Resort, Windhoek, Namibia                | Retiene el título WBO África peso superligero                                                                |
| G                               | 15–0   | Ishmael Takudzwa Kuchocha | TKO  | 3 (12), 0:45 | 26-07-2014 | Club Resort, Windhoek, Namibia                        | Retiene el título WBO África peso superligero                                                                |
| G                               | 14–0   | Joel Mwewa                | KO   | 1 (12), 2:17 | 01-03-2014 | Olufuko Centre, Outapi, Namibia                       | |
| G                               | 13–0   | Nelson Banda              | PTS  | 10           | 11-05-2013 | Kuisebmond Community Hall, Walvis Bay, Namibia        | |
| G                               | 12–0   | Abias Silipumbwe          | KO   | 1 (6), 1:25  | 20-03-2013 | Country Club Resort, Windhoek, Namibia                | |
| G                               | 11–0   | James Onyango             | TKO  | 2 (12), 0:29 | 12-10-2012 | Country Club Resort, Windhoek, Namibia                | Gana el título vacante WBO África peso superligero                                                           |
| G                               | 10–0   | Meshack Kondwani          | TKO  | 4 (8), 2:02  | 20-03-2012 | Country Club Resort, Windhoek, Namibia                | |
| G                               | 9–0    | Silas Mandeya             | UD   | 6            | 05-11-2011 | Country Club Resort, Windhoek, Namibia                | |
| G                               | 8–0    | Peter Malakia             | TKO  | 10 (10)      | 11-06-2011 | Country Club Resort, Windhoek, Namibia                | Retiene el título de Namibia peso ligero                                                                     |
| G                               | 7–0    | Samuel Kapapu             | UD   | 10           | 19-03-2011 | Country Club Resort, Windhoek, Namibia                | Gana el título vacante de Namibia peso ligero                                                                |
| G                               | 6–0    | Lawrence Moyo             | TKO  | 1 (4)        | 07-08-2010 | Kuisebmond Community Hall, Walvis Bay, Namibia        | |
| G                               | 5–0    | Samuel Kapapu             | UD   | 4            | 29-05-2010 | Kalahari Sands Hotel, Windhoek, Namibia               | |
| G                               | 4–0    | Festus Nghidinwa          | MD   | 4            | 20-03-2010 | Country Club Resort, Windhoek, Namibia                | |
| G                               | 3–0    | Daniel Hosea              | TKO  | 2 (4), 1:56  | 31-10-2009 | Kuisebmond Community Hall, Walvis Bay, Namibia        | |
| G                               | 2–0    | Pohamba Mandume           | UD   | 4            | 12-09-2009 | Country Club Resort, Windhoek, Namibia                | |
| G                               | 1–0    | Pohamba Mandume           | PTS  | 4            | 25-07-2009 | Country Club Resort, Windhoek, Namibia                | Debut profesional.                                                                                           |